# Gaston Onkelinx
Gaston Onkelinx est un homme politique belge, né à Jeuk le 13 juillet 1932 et mort à Seraing le 30 janvier 2017.

## Biographie
Gaston Onkelinx était le fils de Maurice Onkelinx (nl), bourgmestre VNV de Jeuk pendant l'occupation qui a été privé de ses droits civiques pendant plusieurs années à cause de sa collaboration avec l'occupant nazi.
Après des humanités inférieures à l’Athénée de Saint-Trond, Gaston Onkelinx quitte le Limbourg avec ses parents venus trouver du travail à Seraing. Son père entre en usine et sa mère tient un café-cinéma en face des hauts-fourneaux de Seraing. Engagé comme ouvrier à Ougrée-Marihaye en 1950, Gaston Onkelinx n’achève pas ses humanités. Militant syndical et politique actif, il est élu délégué syndical FGTB au sein du groupe Cockerill (1959-1971). En contact avec André Cools au moment de la grève wallonne de l’hiver 1960-1961, il est chargé de constituer des sections d’entreprises, afin de permettre au PSB d’être en contact étroit avec le monde ouvrier. Bien que l’initiative ne soit guère appréciée par les syndicats, G. Onkelinx parvient à créer des sections à Cockerill, à Phénix Works et à Ferblatil. Il assure la coordination entre les sections et devient président des sections d’entreprise pour Liège. C’est à ce titre qu’André Cools l’invite à mettre le pied à l’étrier de la politique. En octobre 1970, il est élu conseiller communal et devient immédiatement échevin des Affaires sociales à Ougrée.
Marié le 14 mai 1955 à une Française d'origine kabyle, Germaine Ali Bakir, deux de leurs six enfants, Alain et Laurette, se sont à leur tour engagés dans une carrière politique.